# ناتاليا غانتيموروفا
 ناتاليا سيرجيفنا غانتيموروفا  (بالروسية:  Наталья Серге́евна Гантимурова)؛ مواليد
14 أغسطس 1991 في تشيليابنسك) حاملة لقب مسابقة ملكة جمال والتي توجت به عن مسابقة ملكة جمال روسيا 2011، ومثلت بلدها في عام 2011 ملكة جمال الكون ومسابقة ملكة جمال العالم.

## روابط خارجية
- موقع ملكة جمال روسيا (بالروسية)